# Lithostratigrafie van het Boven-Krijt en Danien in Zuid-Limburg
De lithostratigrafie van het Boven-Krijt en Danien in Zuid-Limburg beschrijft de opbouw van aanwezige (kalksteen)lagen in de ondergrond van het zuidwesten van het Nederlandse Zuid-Limburg.

## Geschiedenis
In 1798 beschreef Barthélemy Faujas de Saint-Fond het Histoire naturelle de la montagne de Saint-Pierre de Maestricht, waarin hij de natuurlijke historie en de fossielen van de Sint-Pietersberg bij Maastricht nauwkeurig beschreef. Het boek werd een standaardwerk en werd in 1802 in het Nederlands vertaald.
In 1849 wees de geoloog André Hubert Dumont de kalksteenwand onder de kasteelruïne Lichtenberg aan als de typelocatie van het Maastrichtien, de laatste tijdsnede in het Laat-Krijt. Hierdoor geniet deze kalkwand internationale bekendheid en werd sindsdien door tal van gelogen van over de hele wereld bestudeerd. Eind jaren 1990 werd deze typelocatie aangemerkt als geologisch monument: Geologisch monument Typelocatie Maastrichtien.
Sinds de eerste onderzoeken en indelingen van de Zuid-Limburgse ondergrond, werden er verschillende lithostratigrafische indelingen voorgesteld. In de periode 1965 tot 1995 werd door het Geologisch Bureau in Heerlen, onderdeel van de Rijks Geologische Dienst, veel onderzoek gedaan naar de afzettingen in de Zuid-Limburgse ondergrond en de bijbehorende lithostratigrafie. De hoofdonderzoeker was Werner Felder en hij publiceerde in 1975 een lithostratigrafische indeling van het Boven-Krijt en het onderste deel van het Tertiair die internationaal wordt erkend.
In 2000 resulteerde de publicatie uit 1975 na verdere vervolgonderzoeken in de uitgave van het boek Krijt van Zuid-Limburg van de hand van de auteurs Werner Felder en Peter Bosch van het Geologisch Bureau, uitgegeven door NITG-TNO, de opvolger van de Rijks Geologische Dienst.

## Lithostratigrafie
De letters B en O in de onderstaande tabel staan respectievelijk voor het bovenste of onderste deel van de desbetreffende formatie.
Het einde van het Maastrichtien en het begin van het Danien ligt niet tussen de laagpakketten maar binnen de Kalksteen van Meerssen ter hoogte van de Horizont van Berg en Terblijt.